# トロースフィニッド原子力発電所
トロースフィニッド原子力発電所(英語: Trawsfynydd nuclear power station)はイギリス、ウェールズ、グウィネズ、トロースフィニッドの廃止された原子力発電所。

## 歴史
発電所の建設はクロンプトン・パーキンソン、インターナショナル・コンバスチオン、フェアリーエンジニアリング、リチャードソン・ウエストガースの4社による協業体である原子力建設(Atomic Power Constructions)が1959年7月に建設を開始した。2基の原子炉は1965年3月に運用を開始し、1968年10月に開所しており、費用は1億300万ポンドであった。 
原子炉はリチャードソン・ウエストガースが供給した。総合的な建設はHolland, Hannen & CubittsとTrollope & Collsが行った。 
建物の建築コンサルタントはバジル・スペンス、造園はシルビア・クローが行っている
2基のマグノックス炉からなり、合計470MWを発電した。
両原子炉は1991年に運転を終了した。現在は原子力廃止措置機関によって廃炉作業中である。

## 註
1. ↑  The UK Magnox and AGR Power Station Projects[リンク切れ]
2. 1 2 3  Nuclear Power Plants in the UK - Scotland and Wales
3. ↑  An historical survey of Cubitts, from the Company's inception in 1810 to the present day Page 25, Cubitts, 1975
4. ↑  Trollope & Colls at the National Archives
5. ↑  Site record for Trawsfynydd on RCAHMS index for Sir Basil Spence archive